# Alikasymly
Alikasymly är en ort i Azerbajdzjan.   Den ligger i distriktet Cəlilabad Rayonu, i den sydöstra delen av landet, 170 kilometer sydväst om huvudstaden Baku. Alikasymly ligger 33 meter över havet och antalet invånare är 2 533.
Terrängen runt Alikasymly är lite kuperad. Närmaste större samhälle är Dzhalilabad, 9,1 kilometer söder om Alikasymly.
Trakten runt Alikasymly består till största delen av jordbruksmark. Runt Alikasymly är det ganska tätbefolkat, med 104 invånare per kvadratkilometer.